# Weinmannia balbisana
Weinmannia balbisana är en tvåhjärtbladig växtart som beskrevs av Carl Sigismund Kunth. Weinmannia balbisana ingår i släktet Weinmannia och familjen Cunoniaceae. Utöver nominatformen finns också underarten W. b. roraimensis.